# USS Philadelphia (SSN-690)
El USS Philadelphia (SSN-690) de la Armada de los Estados Unidos es un submarino nuclear de ataque de la clase Los Angeles. Fue colocada su quilla en 1972, botado en 1974, asignado en 1977 y descomisionado en 2010. Fue el sexto buque con el nombre de Filadelfia, capital de Pensilvania.

## Historia
Construido por General Dynamics Electric Boat de Groton, Connecticut; fue colocada su quilla el 12 de agosto de 1972, botado el 19 de octubre de 1974 y asignado el 25 de junio de 1977.
El 5 de septiembre de 2005, el USS Philadelphia estaba en el Golfo Pérsico a unas 30 millas náuticas (60 km) al noreste de Baréin cuando chocó con el buque mercante turco MV Yasa Aysen. No se reportaron heridos en ninguno de los dos buques. El daño al submarino fue descrito como "superficial". El barco turco sufrió daños menores en su casco justo por encima de su línea de flotación, pero la Guardia Costera de los Estados Unidos inspeccionó el barco y descubrió que aún estaba en condiciones de navegar. El oficial al mando de Philadelphia, el comandante Steven M. Oxholm, fue relevado de su mando tras esta colisión.
Durante su vida operativa de 33 años, participó de numerosos despliegues y ejercicios con la marina y actores extranjeros. Fue descomisionado el 25 de junio de 2010 y puesto a disposición de Puget Sound Navy Yard para su reciclaje.